# Michelle Howard
Michelle Howard tên đầy đủ là Michelle Janine Howard (sinh 1960) là nữ Đô đốc cấp bậc 4 sao đầu tiên trong lịch sử 238 năm của Hải quân Hoa Kỳ. Bà cũng là Phó Tham mưu trưởng Hải quân Hoa Kỳ đặc trách về điều hành triển khai, kế hoạch, và chiến lược của Hải quân Hoa Kỳ. Bà cũng là người phụ nữ gốc Phi đầu tiên chỉ huy tàu chiến của Quân đội Hoa Kỳ..

## Sự nghiệp
Michelle Janine Howard sinh ngày 30 tháng 4 năm 1960 tại California, Hoa Kỳ.
Năm 1978, Bà tốt nghiệp Trường trung học Gateway ở Aurora, Colorado.
Năm 1982, bà tốt nghiệp Học viện Hải quân Hoa Kỳ.
Năm 1998, bà lấy bằng thạc sĩ khoa học quân sự và binh lược tại Đại học Tham mưu Tổng quát và Chỉ huy thuộc Lục quân Hoa Kỳ.
Năm 2009, bà trở thành người phụ nữ gốc Phi đầu tiên được chỉ huy tàu chiến ở Hoa Kỳ,, khi bà chỉ huy con tàu đổ bộ USS Rushmore.
Bà Howard đã đi nhiều vùng biển khác nhau trên thế giới. Bà từng nhận nhiệm vụ tới Indonesia để cứu trợ cho các nạn nhân của thiên tai sóng thần. Bà cũng tham gia vào các hoạt động an ninh hàng hải trong Vịnh Ba Tư và chỉ huy nhiều tàu Hải quân lớn của Hoa Kỳ.

### Nhiệm vụ chống cướp biển

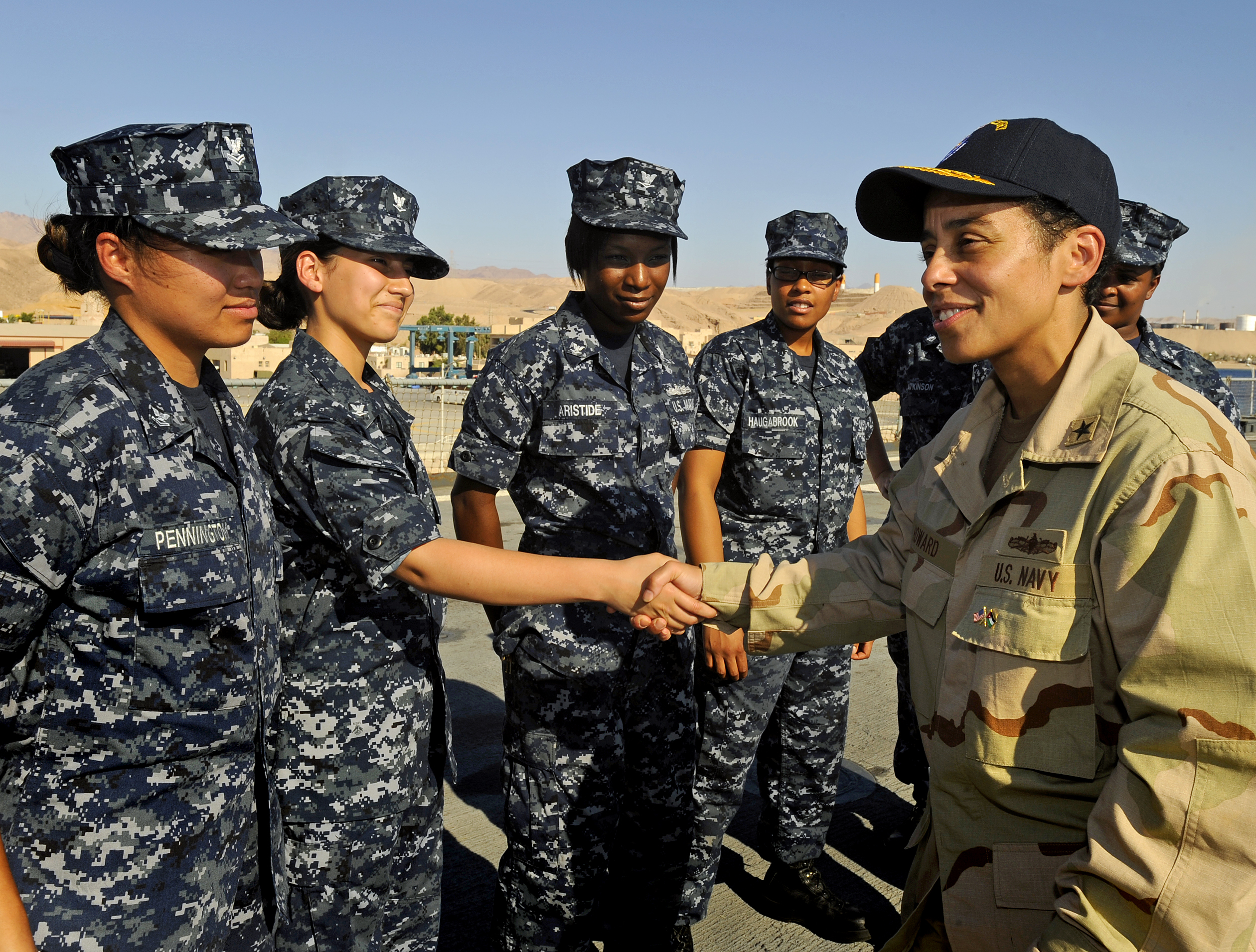
Michelle Howard thăm thủy thủ trẻ của tàu USS Fort McHenry, 7/7/2009

Michelle Howard đã chỉ huy việc giám sát hoạt động chống cướp biển tại Vịnh Aden. Bà được biết đến nhiều qua việc đã chỉ huy thành công lực lượng đặc nhiệm chống cướp biển trong kế hoạch có tên là "Task Force 151" vào tháng 4 năm 2009. Khi đó, hải tặc Somalia đã tấn công tàu chở hàng MV Maersk Alabama và bắt giữ thuyền trưởng Richard Phillip để đòi tiền chuộc..
Bà Howard quyết định ra kế hoạch điều động tàu sân bay USS Bainbridge cho Hải quân và SEAL cùng phối hợp tấn công. Họ đã thành công khi giải cứu được thuyền trưởng của tàu chở hàng bị cướp biển Somalia bắt cóc an toàn.
Thành công của chiến dịch do Howard chỉ huy đã tạo cảm hứng để xây dựng bộ phim "Captain Phillips". Bộ phim được công chiếu vào năm 2013.

### Nữ Đô đốc
Ngày 1 tháng 7 năm 2014, lễ thăng chức Đô đốc của Michelle Howard đã diễn ra ở Nghĩa trang Quốc gia Arlington, bang Virginia có sự chứng kiến của Bộ trưởng Hải quân Ray Mabus.
Ông Ray Mabus cho rằng việc bà Howard được thăng chức nhờ có "sự nghiệp huy hoàng", ông ca ngợi sự kiện này là "dấu ấn lịch sử" của Hải Quân Hoa Kỳ. Ông cũng cho rằng, "không có tin động trời gì ở đây, mà chỉ là việc một sĩ quan ưu tú nhất nhận nhiệm vụ".
| Cấp bậc    | Ngày thụ phong      |
| ---------- | ------------------- |
| Đô đốc     | 1 tháng 7 năm 2014  |
| Phó Đô đốc | 24 tháng 8 năm 2012 |
| Đề đốc     | 1 tháng 8 năm 2010  |
| Phó đề đốc | 1 tháng 9 năm 2007  |

### Gia đình
Howard có cha là Nick Howard, một cựu trung sĩ không quân Hoa Kỳ và mẹ là Phillipa một người Anh.
Bà Howard đã kết hôn với Wayne Cowles, một quân nhân phục vụ trong lực lượng Thủy quân lục chiến Hoa Kỳ. Bà và Wayne Cowles gặp nhau khi đang cùng tham gia tại chiến tranh Vùng Vịnh.
Đô đốc Howard là một người đam mê đọc sách, đặc biệt là sách về lịch sử của quân chủng hải quân Hoa Kỳ.

## Câu nói
"...Có thể bạn không tin nhưng đây là lần đầu tiên huy hiệu cầu vai 4 sao dành cho phụ nữ xuất hiện trong Hải quân Mỹ".
"...Đây không phải là dành cho những người nhút nhát. Bạn cần phải giữ một cảm giác hài hước. Bạn phải phát triển khả năng chịu đựng vì đây sẽ là những ngày khó khăn.

## Thành tích
Tháng 5 năm 1987, Howard nhận Giải thưởng Hải quân Captain Winifred Collins dành cho nữ cán bộ lãnh đạo xuất sắc của năm khi bà đang phục vụ trên tàu USS Lexington.
Năm 2008, bà Howard nhận giải thưởng thành tựu nghề nghiệp trong lĩnh vực Khoa học kỹ thuật, công nghệ và Toán học (STEM).
Năm 2009, bà nhận giải thưởng nhà lãnh đạo xuất sắc.
Năm 2011, Howard được vinh danh là người phụ nữ quân sự của năm.